# Chadébloc
 (juillet 2022).
Si vous disposez d'ouvrages ou d'articles de référence ou si vous connaissez des sites web de qualité traitant du thème abordé ici, merci de compléter l'article en donnant les références utiles à sa vérifiabilité et en les liant à la section « Notes et références ».
Chadébloc (Catscratch) est une série télévisée d'animation américaine en vingt épisodes de 22 minutes créée par Douglas TenNapel et diffusée entre le 9 juillet 2005 et le 10 février 2007 sur Nickelodeon.
Au Québec, la série a été diffusée à partir du 28 août 2006 sur VRAK.TV, et en France sur Nickelodeon et M6 dans le cadre de l'émission M6 Kid.

## Synopsis
M. Blik, Platon et La Gaufre vivent dans la très grande maison de Mme Edna Cramdilly, qui leur a laissés sa maison, sa fortune et son majordome James lorsqu'elle est morte. Mais les trois nouveaux propriétaires ne sont pas ses neveux, ce sont ses chats. Les frères vivent une vie de liberté et d'aventure. Mais partout où ils vont, ils trouvent le moyen de provoquer un désastre.

## Personnages
- Mr Blik (VO : Wayne Knight ; VF : Gérard Surugue)
- La Gaufre (VO : Kevin McDonald ; VF : Michel Lasorne)
- Platon (VO : Rob Paulsen ; VF : Lionel Tua)
- James (VO : Maurice LaMarche ; VF : Pierre Laurent)
- Kimberley (VO : Liliana Mumy ; VF : Jessica Barrier)
- Randall (VO : Frank Welker)

 Source et légende : version française (VF) sur RS Doublage

## Épisodes
| Saison | Saison | Épisodes | États-Unis      | États-Unis     |
| Saison | Saison | Épisodes | Début de saison | Fin de saison  |
| ------ | ------ | -------- | --------------- | -------------- |
|        | 1      | 20       | 9 juillet 2005  | 2 janvier 2007 |

1. Chasseurs de souris (Bringing Down the Mouse)
2. Le Club de la licorne (Unicorn Club)
3. Les Brocolis maléfiques (Lovesick)
4. La Légende (Tale of the Tail)
5. Sauve qui peut (Slumber Party)
6. Le Fantôme de Mme Cramdilly (The Ghost of Mrs Cramdilly)
7. Chamoureux (Love Cats)
8. La Griffe porte-bonheur (Gordon's Lucky Claw)
9. Une étrange soirée (Scaredy Cat)
10. La Planète des krakens (Hi Ho Kraken)
11. Chien de gouttière (Livesavers)
12. Les Gardes du corps (My Bodyguards)
13. Le Mammouth (A Wooly Adventure)
14. Retour aux sources (Clan Destiny)
15. Frères ou Amis (Two of a Kind)
16. Katilda (Katilda)
17. Major Pepperidge (Major Pepperidge)
18. Libérez James (Free Hovis)
19. Jeux d'enfants (Blikmail)
20. Le Tango tourneboule (Spindango Fundulation)

## Commentaires
Douglas TenNapel est également le créateur du jeu Earthworm Jim.